# Вевчанско езеро
Вевчанското езеро, наричано също Вевчанската локва или Мъртвото езеро (на македонска литературна норма: Вевчанско Езеро, Вевчанска Локва, Мртво Езеро), е второто по големина ледниково езеро в планината Ябланица, Северна Македония.

## Характеристики
Езерото се намира в източните склонове на Ябланица, югоизточно от върха Църен камен и западно от село Вевчани, близо до границата на Северна Македония с Албания. Езерото е на абсолютна надморска височина от 1993 метра, при максимално ниво на езерната вода.
Езерото е с обща площ от 2810 m², с дължина в посока изток-запад от 126 m, а ширината в север-юг е 64 m и е дълбоко 3,95 m. Поради местоположението си в планината и хидрографските си особености обаче езерото отбелязва промени във връзка с тези параметри. Въпреки че е постоянно езеро, повърхността му не е постоянна и се променя през годината в зависимост от колебанията в нивото на езерната вода.
Вевчанското езеро няма блатна растителност и затова се нарича мъртво езеро.
От село Вевчани до езерото може да се стигне за около 3 часа, а от езерото до връх Църен камен (2257 m) изкачването е около 30 – 45 минути.